# Orgel von St. Marien (Buttforde)
Die Orgel von St. Marien (Buttforde) wurde 1681 von Joachim Richborn gebaut und ist als einziges seiner Werke noch weitgehend erhalten. Sie verfügt über neun Register auf einem Manual und angehängtem Pedal und gilt neben den Werken von Arp Schnitger als eine der bedeutendsten Barockorgeln Ostfrieslands.

## Baugeschichte

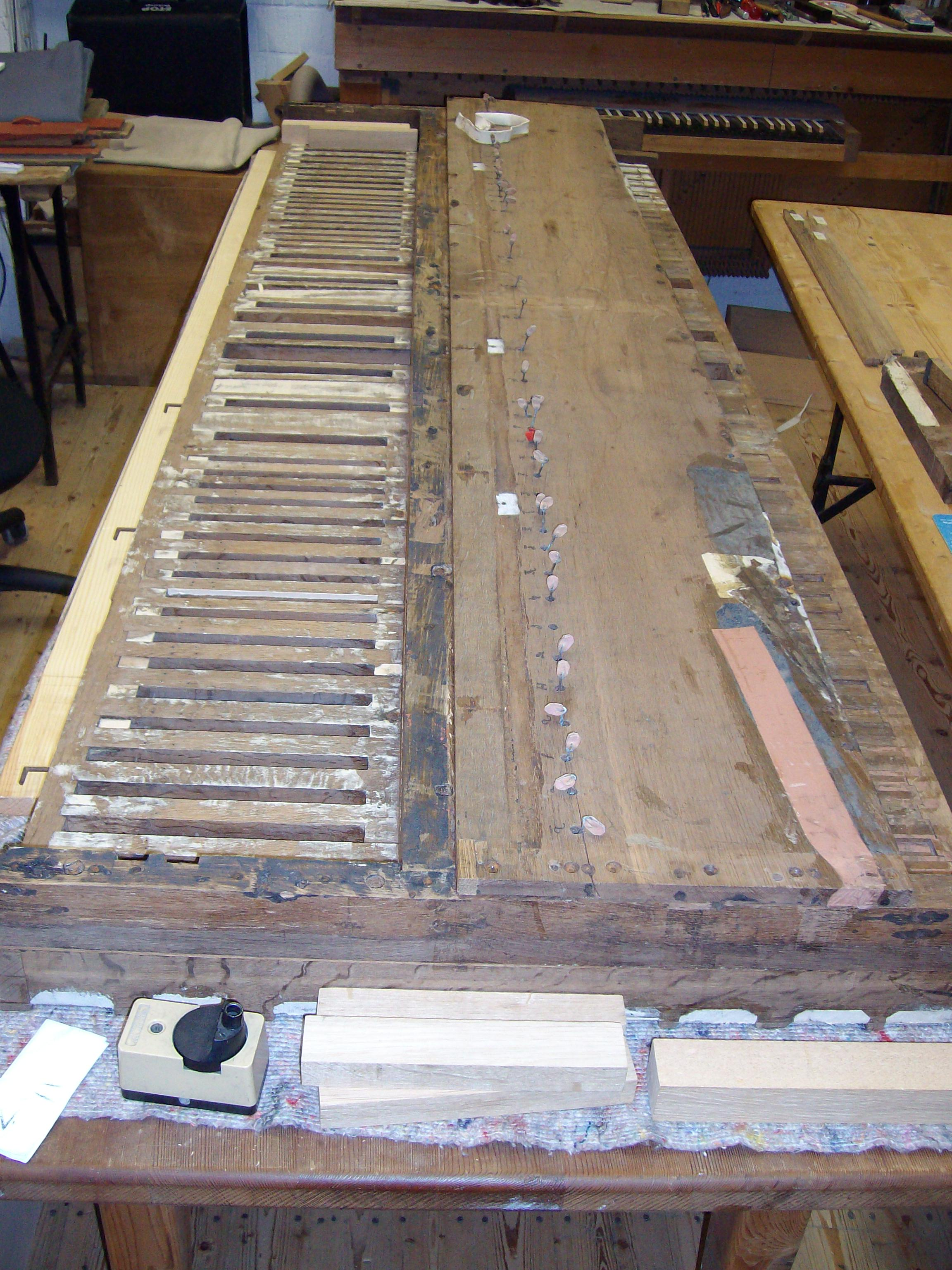
Originale Windlade, die 1949 ausgebessert wurde

Im Jahr 1681 erfolgte für 400 Reichsthaler der erste Orgelneubau in der Marienkirche von Buttforde. Richborn platzierte das Instrument auf einer hölzernen Empore über dem romanischen Lettner. Wegen der nötigen Höhe für den Principal 8′ musste über der Orgel eine Aussparung (Kuckuckshaube) in der zu niedrigen Holzdecke angebracht werden. Der Aufbau des Prospekts mit dem polygonalen Bassturm in der Mitte, den spitzen Seitentürmen für die Tenorpfeifen und den dazwischen liegenden Flachfeldern für den Diskant spiegelt den Hamburger Einfluss wider, wie er sich auch bei Schnitger findet. 1691 erfolgte die Fassung des Prospekts samt der Emporenbrüstung.
Im ursprünglichen Zustand besaß die Orgel Flügeltüren, deren Spuren allerdings schon mit der Erstfassung (1691) überfasst wurden, als die seitlichen Ornamente angebracht wurden. Richborns Orgel in Pakens verfügt bis heute über die originalen Flügeltüren.
Joachim Kayser wartete 1704 das Instrument und sorgte für eine Abdichtung der Bälge und Windkanäle. Im Jahr 1727 wurden sie erneut beledert. Johann Friedrich Constabel renovierte die Orgel zusammen mit Johann Caspar Struve, Sohn von Schnitgers Meistergesellen Gregorius Struve. Sie erneuerten den Tremulanten, dichteten die Bälge und die Trompetenstiefel ab und versahen die Prospektpfeifen mit einer neuen Foliierung. Zudem richteten sie eine wohltemperierte Stimmung ein. Gerhard Janssen Schmid führte 1801 Arbeiten an der Orgel durch und stimmte die Orgel abermals um. Vermutlich hat er die klassizistischen Urnen auf dem Gehäuse über den dekorativen Zimbelsternen angebracht. 1937 wurde ein elektrisches Gebläse eingebaut. Im 20. Jahrhundert war die Orgel dann wohl die meiste Zeit gleichstufig gestimmt.

## Restaurierungen

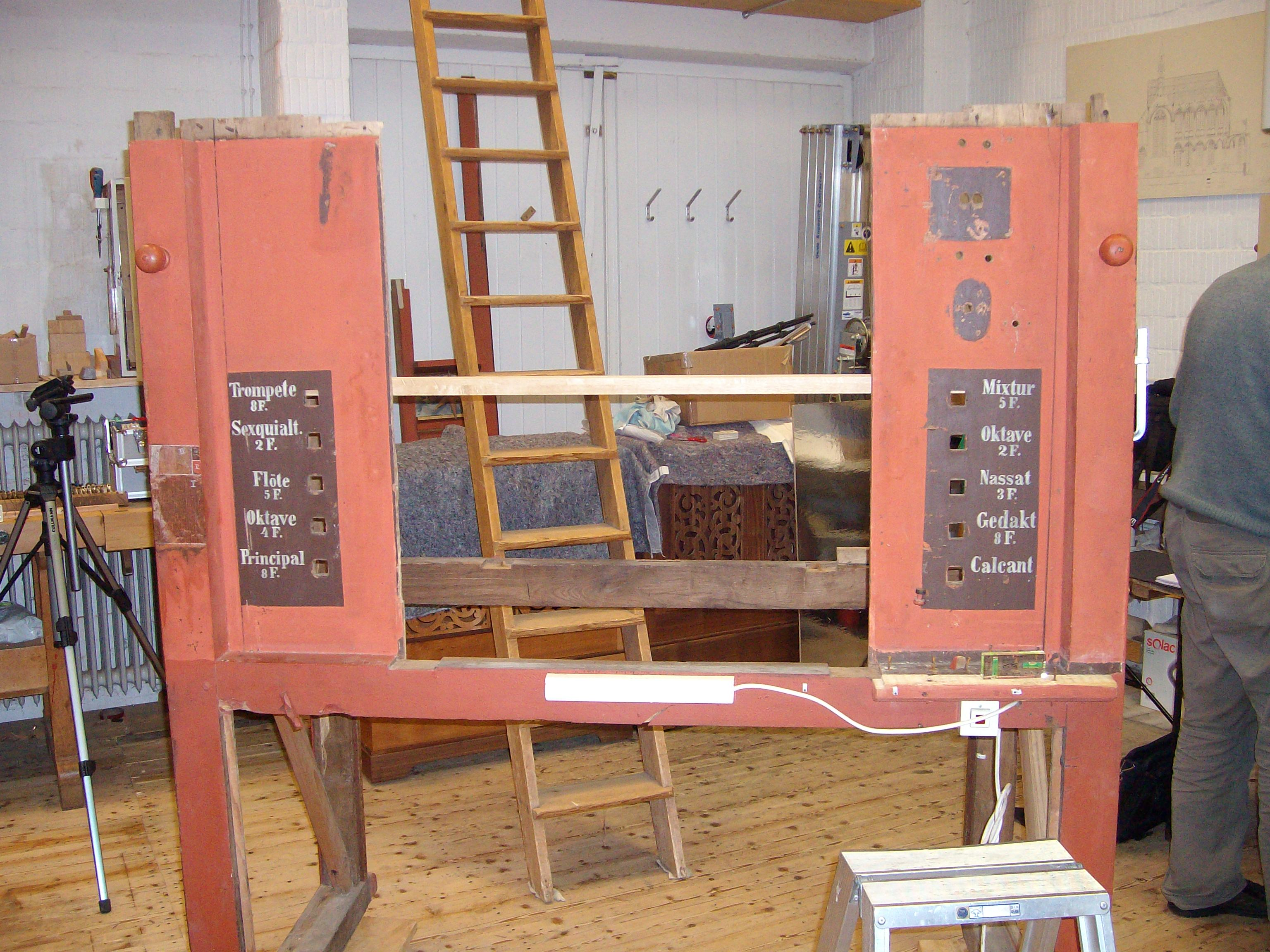
Gehäuseteil in der Werkstatt von Ahrend

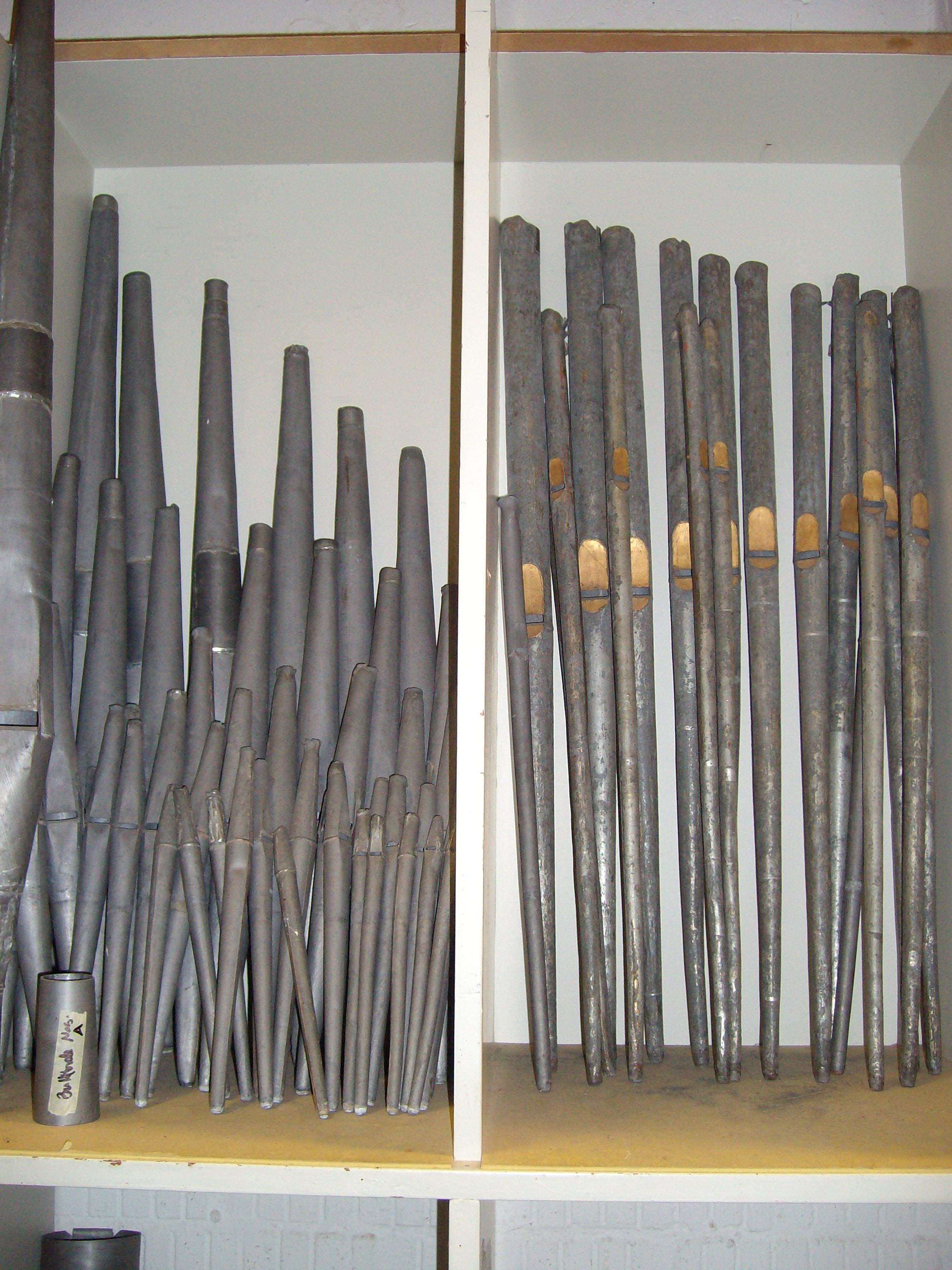
Pfeifen in der Werkstatt, rechts Prospektpfeifen mit vergoldeten Labien

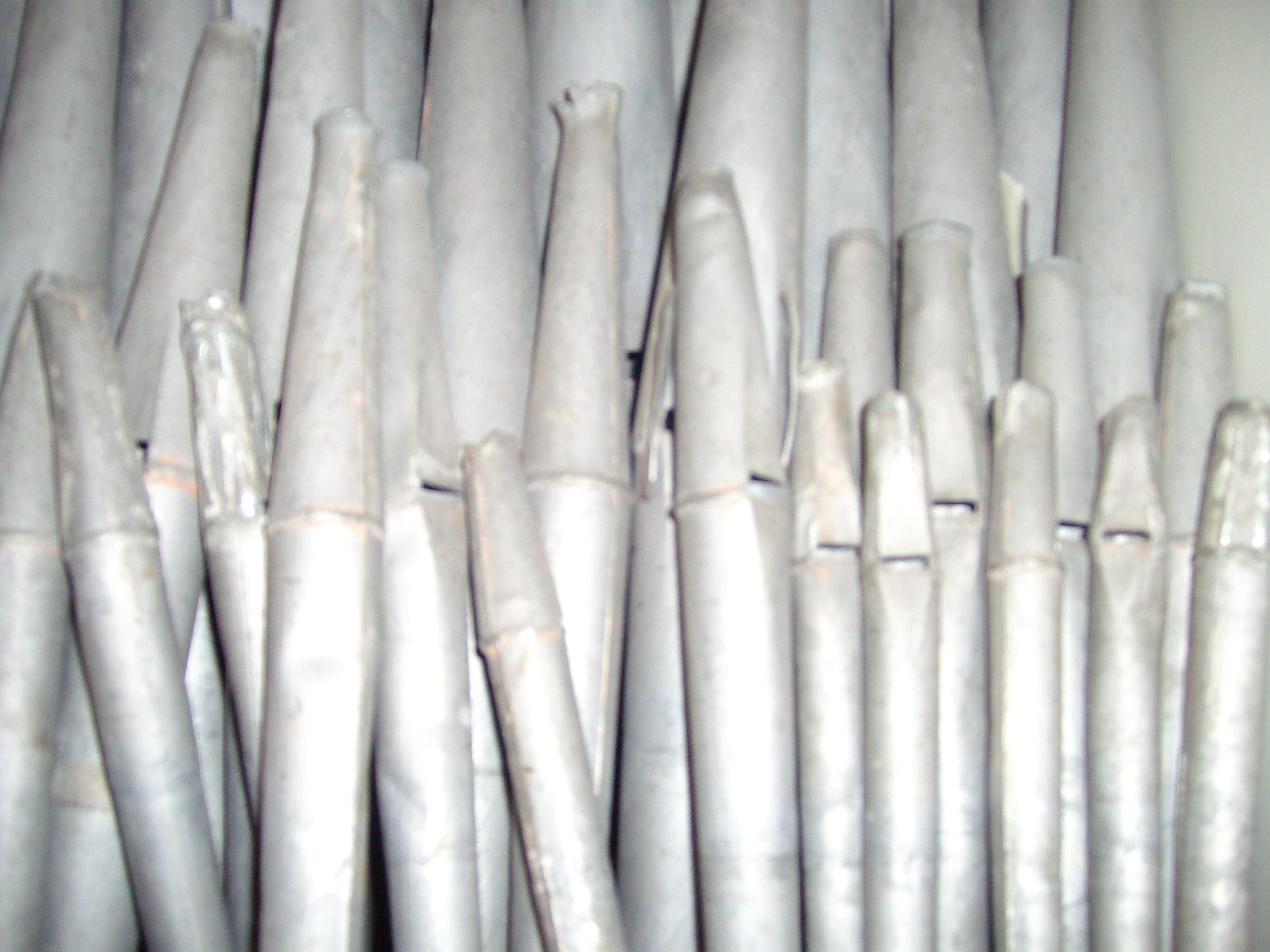
Pfeifen vor der Restaurierung (Januar 2012)

Nach einem Gutachten des Emder Orgelpflegers Wolfgang Pahlitzsch im Jahr 1946 nahm Rudolf von Beckerath 1947 eine Bestandsaufnahme im Auftrag des Landeskirchenamtes in Hannover vor. Demzufolge sei der Zustand insgesamt bedrohlich und bestehe dringender Handlungsbedarf. Die Aufschnitthöhen der Pfeifen in Buttforde wurden im Zuge der Orgelbewegung im Gegensatz zu vielen anderen historischen Orgeln nicht verändert: „Es ist wohl das älteste unverändert gebliebene Werk Ostfrieslands, dessen Pfeifenwerk noch in erstaunlich gutem Zustande ist, nur die Köpfe (aus Lindenholz) der Trompete sind verwurmt.“
Im Jahr 1949 führte Alfred Führer eine Renovierung der Orgel durch, die auch Veränderungen des Pfeifenwerks einschloss. In diesem Zuge wurde das alte, noch originale Trompetenregister – offenbar lag der gutachterliche Rat Beckeraths nicht vor – durch ein neues ersetzt, das die Pfeifenmacherei Giesecke (Göttingen) in moderner Machart anfertigte. Die Kanzellenspunde der Windladen wurden neu verleimt, Schleifladen und Ventile neu beledert, die Spieltraktur repariert und teils erneuert, das Wellenbrett versetzt, oxidierte Pfeifenfüße oder ganze Pfeifen ersetzt, Kernstiche entfernt, der Winddruck auf 65 mm gesenkt und beschädigte Gehäuseteile ausgebessert. Drei Jahre später wurde das wertvolle Instrument unter Denkmalschutz gestellt (1952). In den Folgejahren litt das Instrument, insbesondere die Windladen, unter einer Warmluftheizung und der Orgelfußboden und einzelne Gehäuseteile unter Holzwurm, sodass weitere Sanierungsmaßnahmen durch Führer vorgenommen wurden.
Für eine umfassende Restaurierung dieser bedeutenden Orgel sammelte die Gemeinde über viele Jahre Geld und arbeitete ab 2004 mit der Hanna- und Carl-Siefkes-Stiftung zusammen. Der Norder Orgelrevisor Reinhard Ruge erstellte 2005/06 den Rahmenplan für die Orgelrestaurierung. Da die Windladen undicht waren, konnten die hohen Register kaum mehr zum Einsatz kommen. Die Mündungen der Pfeifen waren vielfach aufgeplatzt und die Körper verbeult. Infolge der Winddruckerniedrigung wurden die Pfeifen gekürzt und wiesen nicht mehr die originale Länge auf. Dies hatte auch eine Reduzierung des Klangvolumens zur Folge. Ebenso bedurften das Gehäuse und sonstige hölzerne Bestandteile dringend einer Restaurierung. Die Prospektpfeifen aus Blei waren mit einer Zinnfolie belegt, die sich zersetzte; die Labien waren vergoldet. Bemerkenswert ist, dass die Intonation mit ihrer vokalen Klangfärbung beim Principal im Prospekt noch weitgehend erhalten ist und kaum Kernstiche aufweist, was für Orgeln der Schnitgerzeit nahezu ohne Parallele ist. Dass das Instrument für so lange Zeit ohne größere Eingriffe noch funktionsfähig war, zeugt von der Qualität Richborns. Trotz des teilweise schlechten Erhaltungszustand des Pfeifenwerks galt das Werk als eines der besterhaltenen aus dem 17. Jahrhundert.
Mit der Restaurierung, die 2011/12 durchgeführt wurde, wurde Hendrik Ahrend beauftragt. Eine internationale Expertengruppe begleitete ein Dokumentationsprojekt, das vom „Institut für Orgel und Orgelbau“ der Hochschule für Künste Bremen in Verbindung mit dem Organeum betreut wurde. Durchgeführt wurde dieses geförderte Projekt von Reinhard Boellmann aus München und Mitarbeitern der Orgelbauwerkstatt Ahrend. Ahrend stabilisierte das Gehäuse und rekonstruierte drei Keilbälge, die manuell betrieben werden können. Die Pedalklaviatur wurde rekonstruiert und die von Führer verlängerten Beläge der Manualklaviatur auf das originale Maß gebracht. Im Zuge der Rekonstruktion der Traktur gelangte das Wellenbrett wieder an seinen ursprünglichen Platz. Das Pfeifenwerk wurde behutsam restauriert und die verlorene Trompete nach den Abmessungen von 1947 rekonstruiert. Durch die neue Foliierung erhielten die Prospektpfeifen wieder ihr glänzendes Aussehen. Schließlich wurde der 1947 gemessene Winddruck und die mitteltönige Stimmung (mit acht reinen Terzen) entsprechend der zugelöteten Gedacktpfeifen wiederhergestellt.

## Disposition seit 1681
| Manual CDEFGA–c3 |              |   |
| Principal        | 8′           | R |
| Gedact           | 8′           | R |
| Octav            | 4′           | R |
| Floit            | 4′           | R |
| Nassat           | 3′           | R |
| Octav            | 2′           | R |
| Sexquialt. II    | 1 3⁄5′+1 ⁄3′ | R |
| Mixtur V         | 1 ⁄3′        | R |
| Trommet          | 8′           | A |
| Tremulant        |              | A |

R = Richborn (1681)
A = Ahrend (2012)

## Technische Daten
- 9 Register
- Pedal angehängt (CDEFGA-d1)
- Traktur:
  - Tontraktur: Mechanisch
  - Registertraktur: Mechanisch
- Windversorgung:
  - 3 Keilbälge (manuell betreibbar)
  - 73 mmWS Winddruck
- Stimmung:
  - Höhe: a1 = 473 Hz bei 19 °C, 5⁄8 Ton über normal (440 Hz) (=Chorton)
  - mitteltönig (1⁄4-Komma)

## Aufnahmen/Tonträger
- Orgellandschaften. Folge 6: Eine musikalische Reise zu acht Orgeln der Region Ostfriesland (Teil 2). 2 CDs, 2016, NOMINE e. V. (W. Dahlke in Buttforde, Weener, Esens, Groothusen, Midlum, Böhmerwold, Manslagt, und Backemoor mit Werken von J.S. Bach, D. Buxtehude, G. Böhm, J.L. Krebs, J.A. Holzmann, C.P.E. Bach, F. Mendelssohn u. a.).
- Orgeln in Ostfriesland. Vol. 1. 1996. Organeum, OC-09601, CD (Harald Vogel in Osteel, Buttforde, Neermoor, Veenhusen, Groothusen).
- Dietrich Buxtehude: Orgelwerke. Vol. 5. 1993. MD+G L 3425 (Harald Vogel in Pilsum, Buttforde, Langwarden, Basedow, Groß Eichsen: BuxWV 141, 146, 147, 151, 152, 168, 170, 175, 182, 183, 191, 211, 224, 245, 246)